# Buchtenbrug
De Buchtenbrug is een vaste brug over de Ringvaart in de Belgische stad Gent. De brug is oeververbinding voor zowel fietsers, autoverkeer als treinverkeer (spoorlijn 75).